# Юфа, Михаил Шлёмович
Михаи́л Шлёмович Юфа́ (21 мая 1939, Ленинград — 15 ноября 2012, Петрозаводск) — российский художник, портретист, пейзажист, заслуженный деятель искусств Республики Карелия, народный художник Республики Карелия (1999).

## Биография
После окончания в 1957 году средней школы в Ленинграде, учился в текстильном институте, в художественной школе при Таврическом училище.
В 1964 году, после окончания графического отделения Ленинградского педагогического института им. Герцена, был направлен на работу в Петрозаводск.
В 1975 году был принят в Союз художников СССР.
Михаил Юфа работал в разных жанрах живописи: натюрморте, пейзаже, портрете, создав более 700 произведений. Участник всесоюзных и международных выставок.
Картины художника хранятся во многих публичных и частных собраниях мира.
В числе его учеников — Вячеслав Овчинников, Морозов, Аркадий Иванович (художник).
Скончался М. Ш. Юфа 15 ноября 2012 года, похоронен на Сулажгорском кладбище в г. Петрозаводске (Республика Карелия).